# Vitbrokigt slåtterfly

Vitbrokigt slåtterfly, Euclidia mi är en fjärilsart som beskrevs av Carl Alexander Clerck 1759. Enligt Dyntaxa ingår Vitbrokigt slåtterfly i släktet Euclidia men enligt Catalogue of Life är tillhörigheten istället släktet Callistege. Enligt båda källorna tillhör arten familjen nattflyn, Noctuidae. Arten är reproducerande i Sverige. En underart finns listad i Catalogue of Life, Callistege mi elzei de Freina 1976.

## Bildgalleri

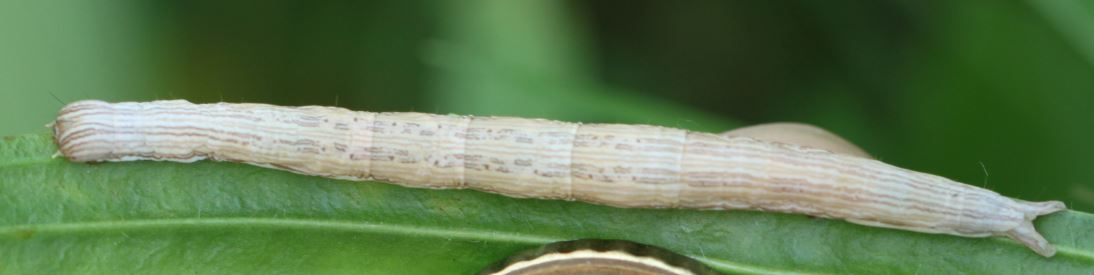
Fjärilens larv
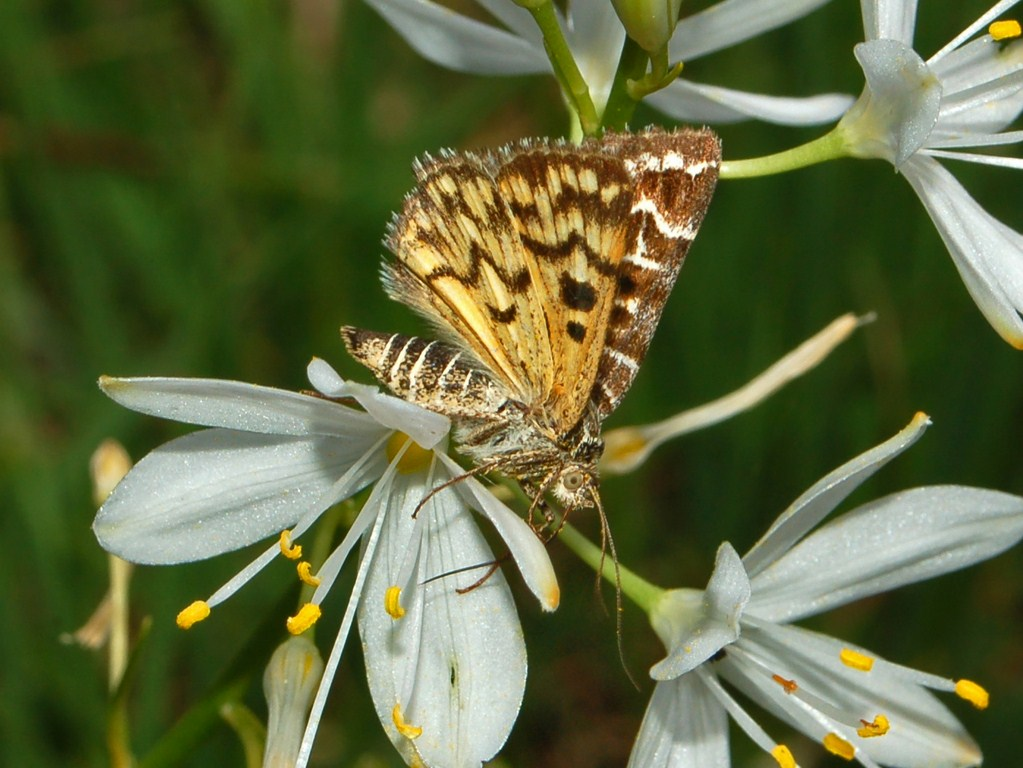
Imago fjäril, vingundersida
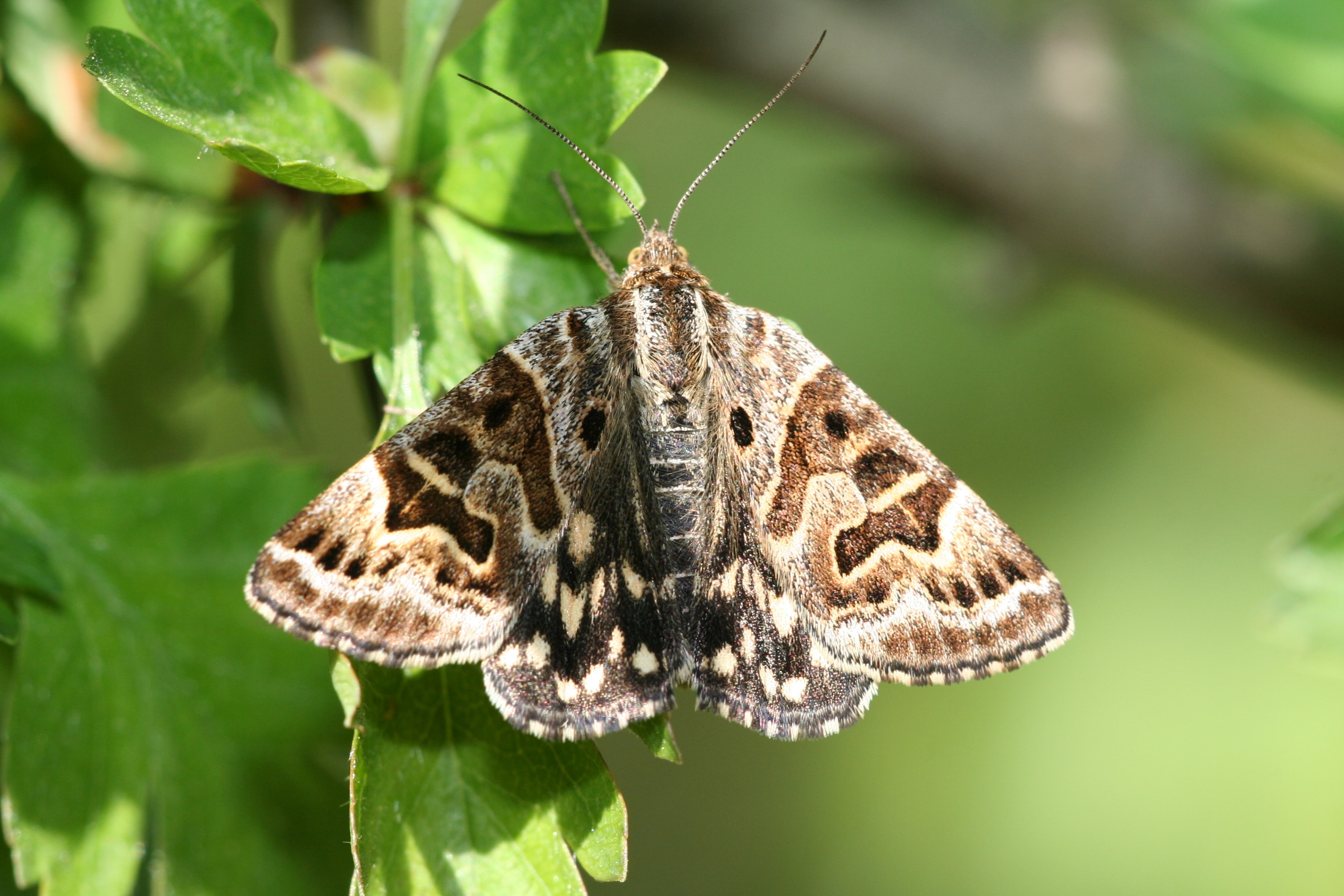
Imago fjäril
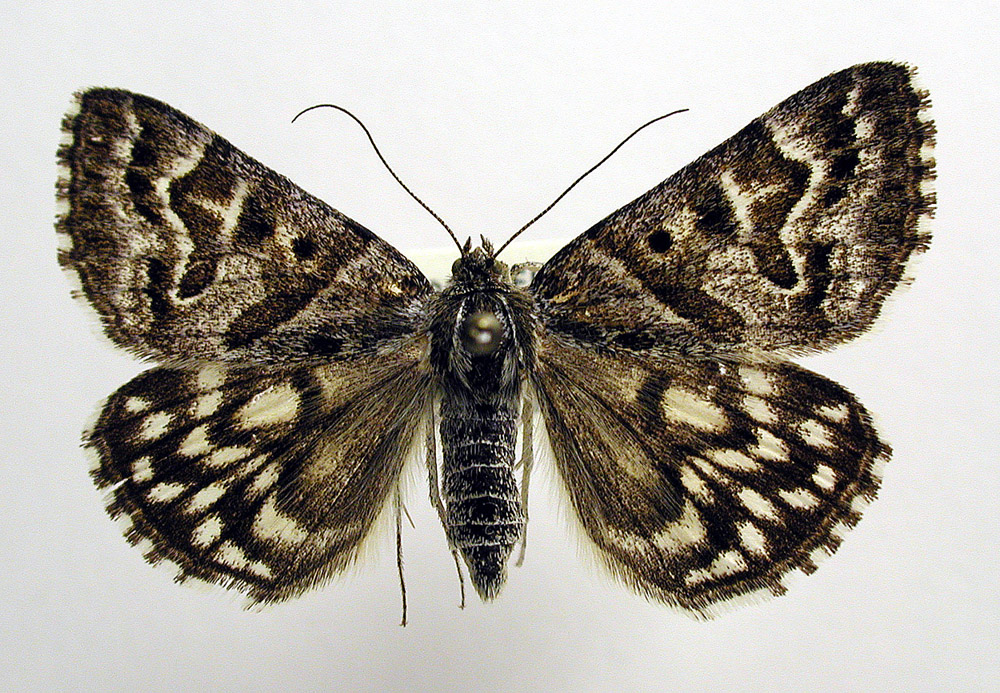
Preparerad (uppnålad) imago fjäril